# Крушје (Алексинац)
Крушје је насеље у Србији у општини Алексинац у Нишавском округу. Према попису из 2022. било је 241 становника (према попису из 1991. било је 374 становника).

## Демографија
У насељу Крушје живи 262 пунолетна становника, а просечна старост становништва износи 43,3 година (41,1 код мушкараца и 45,4 код жена). У насељу има 100 домаћинстава, а просечан број чланова по домаћинству је 3,32.
Ово насеље је скоро у потпуности насељено Србима (према попису из 2002. године), а у последња три пописа, примећен је пад у броју становника.
|  |

| Демографија | Демографија | Демографија |
| Година      | Становника  | Становника  |
| ----------- | ----------- | ----------- |
| 1948.       | 459         |             |
| 1953.       | 498         |             |
| 1961.       | 499         |             |
| 1971.       | 486         |             |
| 1981.       | 434         |             |
| 1991.       | 374         | 336         |
| 2002.       | 332         | 410         |

| Етнички састав према попису из 2002.‍ | Етнички састав према попису из 2002.‍ | Етнички састав према попису из 2002.‍ | Етнички састав према попису из 2002.‍ | Етнички састав према попису из 2002.‍ |
| ------------------------------------ | ------------------------------------ | ------------------------------------ | ------------------------------------ | ------------------------------------ |
|                                      |                                      |                                      |                                      |                                      |
| Срби                                 | Срби                                 |                                      | 330                                  | 99,39%                               |
| Црногорци                            | Црногорци                            |                                      | 1                                    | 0,30%                                |
| непознато                            | непознато                            |                                      | 0                                    | 0,0%                                 |

| Година пописа     | 1948. | 1953. | 1961. | 1971. | 1981. | 1991. | 2002. |
| ----------------- | ----- | ----- | ----- | ----- | ----- | ----- | ----- |
| Број домаћинстава | 103   | 105   | 114   | 113   | 109   | 111   | 100   |

| Број чланова      | 1  | 2  | 3  | 4 | 5  | 6 | 7 | 8 | 9 | 10 и више | Просек |
| ----------------- | -- | -- | -- | - | -- | - | - | - | - | --------- | ------ |
| Број домаћинстава | 18 | 29 | 14 | 9 | 12 | 9 | 8 | 1 | 0 | 0         | 3,32   |

| Пол    | Укупно | Неожењен/Неудата | Ожењен/Удата | Удовац/Удовица | Разведен/Разведена | Непознато |
| ------ | ------ | ---------------- | ------------ | -------------- | ------------------ | --------- |
| Мушки  | 133    | 22               | 94           | 12             | 5                  | 0         |
| Женски | 136    | 8                | 97           | 27             | 2                  | 2         |
| УКУПНО | 269    | 30               | 191          | 39             | 7                  | 2         |

| Пол    | Укупно                    | Пољопривреда, лов и шумарство | Рибарство                            | Вађење руде и камена | Прерађивачка индустрија       |
| ------ | ------------------------- | ----------------------------- | ------------------------------------ | -------------------- | ----------------------------- |
| Мушки  | 78                        | 61                            | 0                                    | 0                    | 3                             |
| Женски | 47                        | 40                            | 0                                    | 0                    | 1                             |
| УКУПНО | 125                       | 101                           | 0                                    | 0                    | 4                             |
| Пол    | Производња и снабдевање   | Грађевинарство                | Трговина                             | Хотели и ресторани   | Саобраћај, складиштење и везе |
| Мушки  | 0                         | 4                             | 4                                    | 0                    | 2                             |
| Женски | 0                         | 0                             | 4                                    | 0                    | 0                             |
| УКУПНО | 0                         | 4                             | 8                                    | 0                    | 2                             |
| Пол    | Финансијско посредовање   | Некретнине                    | Државна управа и одбрана             | Образовање           | Здравствени и социјални рад   |
| Мушки  | 0                         | 0                             | 2                                    | 2                    | 0                             |
| Женски | 0                         | 0                             | 0                                    | 2                    | 0                             |
| УКУПНО | 0                         | 0                             | 2                                    | 4                    | 0                             |
| Пол    | Остале услужне активности | Приватна домаћинства          | Екстериторијалне организације и тела | Непознато            | Непознато                     |
| Мушки  | 0                         | 0                             | 0                                    | 0                    | 0                             |
| Женски | 0                         | 0                             | 0                                    | 0                    | 0                             |
| УКУПНО | 0                         | 0                             | 0                                    | 0                    | 0                             |